# والیبال نشسته
والیبال نشسته، ورزشی برای معلولان است که برای نخستین بار در سال ۱۹۷۶ در تورنتو، کانادا برگزار شد. در والیبال نشسته، طول تور ۳ فوت یعنی ۱٫۱۵ برای آقایان و ۱٫۱۰ متر برای بانوان است. زمین مسابقه نیز ۶ در ۵ متر است و ۲ متر منطقه حمله هر تیم است. معلولان دو یا یک پا قطع ویا افرادی که کوتاهی در پا دارند می‌توانند در والیبال نشسته شرکت کنند.
در این ورزش سرویس علاوه بر دریافت، دفاع هم دارد و سرعتی زن لازم نیست زمین را ترک کند. در والیبال نشسته حتماً باید بالاتنه ورزش‌کار سالم باشد. در این ورزش میانگین قدی مهم نیست و احتیاج نیست که ورزش‌کار بلند قد باشد چراکه در حین بازی پریدن صورت نمی‌گیرد. از تمرینات مهم آن تمرین‌های چابکی می‌باشد.
تیم والیبال نشسته ایران، پر افتخارترین تیم در پارالمپیک و در تمام ورزشهای جهان است.
قوانین و مقررات ورزش نشسته
مناطق(Areas):
مناطق، قسمت‌هایی از کف زمین مسابقه در بیرون از منطقه آزاد می‌باشند که طبق قانون‌های داوری وظایف دارای وظایف خاص می‌باشند. این مناطق شامل منطقه گرم کردن و منطقهٔ جریمه می‌باشند:
منطقه جریمه (پنالتی):
در هر نیمه از منطقه کنترل مسابقه، یک منطقه جریمه قرار دارد که در قسمت عقب امتداد یافته خط انتهایی زمین، در بیرون از منطقه آزاد واقع شده‌است. هر منطقه جریمه باید دست کم ۵/ ۱ متر پشت لبه عقبی نیمکت تیم در نظر گرفته شود.
امتیاز رالی:
این یک سیستم امتیاز دهی است که هر زمانیکه یک تیم یک رالی را می‌برد، یک امتیاز به‌دست می‌آورد.
منطقه تعویض:
منطقه تعویض، قسمتی از منطقه آزاد زمین است که تعویض‌ها از آنجا انجام می‌گیرد.
* تایم اوت فنی:
تایم اوت فنی یک نوع تایم اوت اجباری ویژه علاوه بر تایم اوت‌های معمولی می‌باشد که تا امکان ترویج (گسترش) والیبال را از طریق تحلیل و بررسی بازی و ایجاد فرصت‌های تجاری بیشتر را فراهم سازد. تایم اوت‌های فنی برای مسابقه‌های جهانی و رسمی WOVD اجباری می‌باشد.
* جمع‌کنندگان توپ:
این اشخاص، پرسنلی هستند که وظیفه آنها حفظ جریان بازی از طریق دادن توپ به زننده سرویس در فواصل بین رالی‌ها می‌باشد.
* اخطار:
بک نوع توبیخ (اخطار) شفاهی ملایم که توسط داور نخست به کاپیتان تیم در مورد جایگزینی همراه با تأخیر باز یکن لیبرو داده می‌شود.
* منطقه کنترل مسابقه:
منطقه کنترل مسابقه یک کریدوری دور تا دور زمین بازی و منطقه آزاد می‌باشد که شامل تمامی فضاها تا قسمت موانع خارجی یا حصارهای تعیین‌کننده محدوده زمین می‌باشد.
* فضای عبور:
فضای عبور به‌صورت ذیل تعریف می‌شود:
1. نوار افقی در قسمت فوقانی تور
2. آنتن تور و بخش‌های امتداد یافته آن

۳ – سقف
توپ باید از طریق فضای عبور به طرف زمین تیم رقیب عبور نماید.
عمل دریبل/ گرم کردن:
دریبل به مفهوم به زمین زدن توپ (معمولاً برای آمادگی جهت زدن سرویس) می‌باشد. دیگر اقدامات و اعمال ویژه آمادگی می‌تواند شامل حرکت دادن توپ در دست ها (دست به‌دست کردن توپ) باشد.
* فضای خارجی:
فضای خارجی در سطح عمودی تور در بیرون از فضاهای عبور توپ و فضای پائین تور می‌باشد.
* خطا:
۱ – انجام عملی در بازی که مغایر با قوانین باشد.
۲ – نافرمانی از قوانین به جز مواردی که مربوط به حرکات بازی می‌باشد.
* فضایی پا یینی:
فضای پا یینی، همان فضایی است که قسمت بالایی این فضا، لبه پائین تور و سیم (طناب) متصل کننده تور به تیرک‌های تور می‌باشد و تیرک‌های تور بخش‌های کناری این فضا را تشکیل می‌دهند و قمست پایینی این فضا همان سطح زمین بازی است. (فضای پایینی همان فضای زیر تور می‌باشد)
* شی خارجی:
یک شی یا فردی که در بیرون از زمین بازی یا نزدیک به محدوده فضای آزاد بازی هستند که مانعی برای پرواز (حرکت) توپ در حال حرکت به‌وجود می‌آورند. به‌طور مثال، لامپ‌های بالای سر، تجهیزات تلویزیونی، میز امتیازها، تیرک‌های تور.
اشیا خارجی حاوی آنتن تور نمی‌شود، زیرا که بخشی از تور به حساب می‌آیند.
منطقه (زمین) بازی
این منطقه شامل زمین بازی و منطقه آزاد بوده و بایستی به صورت مستطیل، متقارن و یکسان باشد.
۱- ابعاد
زمین بازی به شکل مستطیل بوده که طول آن ۱۰ متر و عرض آن ۶ متر می‌باشد. این زمین به وسیله منطقه آزادی که پهنای آن دست کم ۳ متر در هر طرف می‌باشد، احاطه شده‌است.
فضای آزاد بازی عبارت از فضای بالای منطقه بازی بوده و فاقد هرگونه مانع می‌باشد. بلندی و ارتفاع فضای آزاد بازی از سطح زمین بازی، دست کم ۷ متر می‌باشد.
۲ – سطح زمین بازی بایستی سطح زمین بازی صاف، افقی و مسطح بوده و طوری طراحی شده باشد که هیچ‌گونه خطری برای بازیکنان نداشته باشد. بازی بر
روی سطوح (زمین‌های) ناصاف و لغزان ممنوع می‌باشد. در میدان‌های سرپوشیده، بایستی رنگ سطح زمین بازی، روشن باشد.
سطح زمین روباز (سالن‌های روباز) می‌تواند به ازای هر متر، ۵ میلی‌متر شیب داشته و کشیدن خطوط زمین بازی از لوازم و مواد سفت و سخت ممنوع می‌باشد.
تور و تیرک‌ها
- ارتفاع و بلندی تور
- تور به‌صورت عمودی و در بالای خط مرکزی زمین قرار گرفته و بلندی آن برای مردان ۱ متر و ۱۵ سانتیمتر و برای بانوان ۱ متر و ۵ سانتیمتر می‌باشد.
ارتفاع وتر را از مرکز زمین بازی اندازه گرفته و بایستی بلندی آن در بالای خطوط کناری دقیقاً یکسان بوده و نباید از ارتفاع رسمی و بیش از ۲ سانتیمتر تجاوز کند.
تیرک‌ها
تیرک‌ها جهت نگهداشتن تور بکار برده شده و در فاصله ۵- ه متری الی ۱ متری و در قسمت خارجی خطوط کناری نصب می‌شوند. بلندی تیرک‌ها ۱ متر و ۲۵ سانتیمتر بوده و ترجیحاً قابل تنظیم می‌باشند.
توپ‌ها
بایستی توپ به شکل کروی بوده و از چرم نرم یا مصنوعی ساخته شده و یکسه داخلی آن از لاستیک یا موادی مانند آن تهیه شده باشد. رنگ توپ روشن و یک رنگ بوده یا این که از چندین رنگ تشکیل می‌گردد.
ترکیب تیم:
هر یک از تیمها می‌توانند حداکثر ۱۲ باز یکن شامل حداکثر ۲ بازی کن با کلاس بندی «حداقل معلولیت»، یک مربی، یک کمک مربی، یک آموزش دهنده و یک پزشک می‌باشند.
بایستی مربی و دیگر اعضای تیم بر روی نیمکت بنشینند ولی توجه داشته باشید که می‌توانند به‌طور موقت از روی نیمکت بلند شوند. نیمکت‌های تیمها در کنار میز ثبت امتیازها و خارج از منطقه آزاد قرار دارند.
وسایل و تجهیزات:
لوازم هر یک از بازیکنان به شرح زیر می‌باشد:
پیراهن، شورت و/یا شلوار بلند، جوراب همشکل و کفش ورزشی. بازیکنان می‌توانند بدون کفش بازی کنند. همین‌طور بازیکنان می‌توانند از شورت یا جوراب شلواری تنگ و چسبان (مثل آنچه در دوچرخه سواری پوشیده می‌شود) در زیر شورت یا شلوار خود استفاده نمایند.
بازیکنان می‌توانند از شلوار بلند یا شورت و جوراب شلواری و شورت تنگ و چسبان (مثل آنچه در دوچرخه سواری پوشیده می‌شود) استفاده نمایند، البته مادامی که تمامی اعضاء آن تیم از یک نوع و ترکیب هماهنگ و یکسان برخوردار باشند.
کفش‌ها باید نرم و سبک بوده و کف (تخته زیرین) آنها از لاستیک یا کامپوزیت و بدون پاشنه باشند.
اشیای غیرقانونی
پوشیدن وسایلی که سبب جراحت شده یا این که قدرت بدنی ورزش‌کار را افزایش دهد، ممنوع می‌باشد.
ورزشکاران می‌توانند از باند (نوار) استفاده کنند ولی آنها نمی‌توانند از باندهای خطرناک استفاده نمایند.
مربی:
مربی در خارج از زمین بازی حضور داشته و کنترل تیم خویش را در زمان بازی بر عهده می‌گیرد. وی بازیکنان تیم خویش را در برگ آرنج قید نموده، اشخاص تعویضی را تعیین نموده و تایم اوت هائی را جهت راهنمائی بازیکنان تیم خویش در خواست می‌نماید. او بایستی مسایل بالا را با داور دوم درمیان بگذارد.
کمک مربی:
کمک مربی بر روی نیمکت تیم خویش نشسته و نمی‌تواند در مسابقه مداخله نماید.
اگر مربی ناچار است به هر علتی مثل جریمه، تیم خود را ترک کند، کمک مربی می‌تواند بنا به درخواست کاپیتان بازی و با اجازه داور نخست، مسوولیت‌های مربی را در زمان غیبت وی بر عهده بگیرد.
هر یک از تیمها می‌توانند باتوجه به وضعیت ذیل، امتیاز کسب نمایند:
- این که بتواند، توپ را با موفقیت در زمین بازی رقیب، بخواباند.
- زمانیکه تیم رقیب، مرتکب خطا شده باشد.
- زمانیکه تیم رقیب جریمه میشود.
زمانی که بازیکن‌های تیمی با حرکات ناشایست و نامربوط ورزشی یا با نقض قوانین مرتکب خطا شده باشند داوران خطاها را تشخیص داده و نوع جرایم را طبق قوانین ذیل تعیین می‌کنند:
چنانچه دو یا چند خطا پشت سرهم صورت بگیرد، تنها نخستین خطا محسوب می‌گردد.
چنانچه حریف‌ها به‌طور آنی مرتکب دو یا چندین خطا شوند، خطای دوبل محسوب شده و سرویس را به تیمی که پیش از این خطاها زده بود، واگذار می‌کنند.
برد یک ست
درصورتی که تیمی در یک ستی (به جز ست پنجم) سریعتر از رقیب خویش ۲۵ امتیاز کسب نموده و دست کم ۲ امتیاز با تیم مقابل اختلاف داشته باشد به‌عنوان برندهٔ ست به حساب می‌آید.
درصورتی که امتیاز هر دو تیم ۲۴(۲۴–۲۴) بوده و با یکدیگر مساوی باشند، بازی را ادامه می‌دهند تا این که نتایج هر دو تیم حداقل ۲ امتیاز با یکدیگر اختلاف داشته باشد(۲۶–۲۴ یا ۲۵–۲۷)
برنده مسابقه:
چنانچه تیمی سه ست برده باشد به‌عنوان برنده محسوب می‌گردد
درصورتی که هر یک از تیمها ۲ ست برده باشند و نتیجه ۲–۲ مساوی باشد ست نتیجه و نهایی (ست پنجم) را شروع می‌کنند و اگر تیمی با تفاوت ۲امتیاز زودتر از رقیب خویش، ۱۵ امتیاز کسب کند به‌عنوان برنده محسوب می‌گردد.
تیم قاصر (تخلف کننده) و ناقص
چنانچه از تیمی بخواهند که در وقت معینی جهت اجرای بازی در زمین حضور داشته باشد ولی تیم ذکر شده در همان وقت تعیین شده در زمین حضور نداشته یا این که به عللی تخلف نموده باشد، جریمه شده و و مسابقه را با نتیجه ۰–۳ و هر ست را با امتیاز ۰–۲۵ می‌بازد.
اگر تیمی بدون علت منطقی و معقولانه ای در وقت تعیین شده در زمین حضور نداشته باشد، به‌عنوان تیم قاصر (تخلف کننده) شمرده شده و مسابقه را با نتایج قید شده در قانون ۱ – ۴ – ۶ می‌بازد.
اگر در هر لحظه ای از مسابقه یا ست تعداد بازیکنان تیمی کم (ناقص) باشد تیم ذکر شده ست یا مسابقه را باخته و امتیازات ست‌ها و مسابقه مربوطه را به تیم مقابل (رقیب) داده و تیم ناقص امتیازات و ست‌های به دست آورده خویش را (زمانیکه تعداد بازیکنان کامل بود) حفظ می‌کند.
اگر در هر لحظه ای از مسابقه یا ست تعداد بازیکنان تیمی کم (ناقص) باشد (قانون ۱- ۳- ۷). تیم مذکور ست یا مسابقه مربوطه را به تیم مقابل (حریف) داده و تیم ناقص امتیازات و ست‌های به‌دست آورده خود را (زمانی که تعداد بازیکنان کامل بود) حفظ می‌کند.
ساختار بازی
تعیین زمین بازی و تیمی که اولین سرویس را در ست اول می‌زند (شیر یا خط) قبل از شروع مسابقه، داور اول جهت تعیین زمین و زننده اولین سرویس در ست اول، شیر یا خط می‌اندازد.
در ست پنجم (ست نهائی) نیز، مجدداً جهت تعیین زمین و زننده اولین سرویس، شیر یا خط می‌اندازد.
ارائه برگ آرنج و ترتیب چرخش بازیکنان در بازی
بایستی هر یک از تیم‌ها شش بازیکن در زمین بازی داشته باشند. حداکثر یکی از این شش بازیکن به عنوان حداقل معلولیت کلاس بندی شده‌است. اگر بازیکن Libero نیز در زمین حضور داشته باشد، باز هم، بایستی ۶ باز یکن از این قانون تبعیت کنند.
تیم‌هایی که برگ آرنج خود را ارائه می‌دهند، بیانگر ترتیب چرخش بازیکنان خود در زمین بازی بوده و بایستی ترتیب چرخش بازیکنان را در طول ست رعایت نمایند.
آن دسته از ورزشکارانی که اسامی آنها در برگ آرنج قید نشده‌است، به‌عنوان بازیکنان تعویضی آن لیست تلقی می‌شوند (به غیراز باز یکن Libero) محل استقرار بازیکنان بشرح زیر شماره گذاری (تعیین) می‌گردد:
سه بازیکنی که در طول تور هستند، به عنوان بازیکنان ردیف جلو تلقی شده و شماره های (محل‌های) ذیل را تصاحب (اشغال) می‌نمایند:
شماره ۴:ردیف جلو، سمت چپ
شماره ۳:ردیف جلو، وسط
شماره ۲:ردیف جلو، سمت راست
سه باز یکن دیگر به عنوان بازیکنان ردیف عقب تلقی شده و شماره های (محل‌های) ذیل را تصاحب (اشغال) می‌کنند:
شماره ۵:ردیف عقب، سمت چپ
شماره ۶:ردیف عقب، وسط
شماره ۱:ردیف عقب، سمت راست
محل‌های مربوط بین بازیکنان
هر یک از بازیکنان ردیف عقبی موظف هستند که نسبت به بازیکنان جلوئی مربوطه دورتر از تور قرار بگیرند.
بازیکنان ردیف جلو و عقب موظف هستند که بر طبق قانون ۱- ۴- ۷ در زمین قرار بگیرند.
محل استقرار بازیکنان را بر طبق موارد ذیل و بر اساس نحوه تماس کپل‌های آنها با زمین تعیین کرده و کنترل می‌نمایند:
بایستی هر یک از بازیکنان ردیف جلوئی حداقل بخشی از کپل‌های خود را نسبت به کپل‌های باز یکن ردیف عقبی مربوطه، نزدیک خط مرکزی نگهدارد.
بایستی هر یک از بازیکنان سمت راست (چپ) حداقل بخشی از کپل‌های خویش را نسبت به کپل‌های باز یکن میانی ردیف خود، نزدیک خط کناری راست (چپ) نگهدارد.
خطاهای باز یکن در کنار تور
باز یکنی که در طول حمله حریفان یا قبل از حمله حریفان، با حریف یا توپ در فضای حریفان تماس گرفته باشد
باز یکنی از زیر تور وارد فضای حریف شده و بر روی بازی حریف تأثیر گذاشته باشد (قانون ۱)
باز یکنی که وارد زمین حریفان خود شده و بر بازی حریف خود تأثیر گذاشته باشد. (قانون ۲)
باز یکنی که (در کنار دیگر عوامل) به وسیله عوامل ذیل بر بازی حریف تأثیر گذاشته باشد:
- به وسیله تماس با باند بالای تور یا ۱۰۰ سانتیمتر بالای آنتن‌ها در حین بازی اش با توپ، یا
- هم‌زمان با بازی با توپ از تور کمک بگیرد، یا
- نسبت به حریف مزیت و فایده ای را به دست آورد، یا
- حرکاتی را انجام دهد که مانع تلاش قانونی حریف برای بازی با توپ شود.
خطاهایی که در حین سرویس رخ می‌دهند:
خطاهای سرویس
اگر زننده سرویس مرتکب یکی از خطاهای ذیل شود، سرویس را به تیم مقابل می‌دهند حتی اگر بازیکنان تیم مقابل در جاهای اصلی خود مستقر نشده باشند. زننده سرویس:
ترتیب زدن سرویس را نقص کرده باشد (قانون ۲–۱۲)
سرویس را به‌طور صحیح و مناسب نزده باشد (قانون ۴–۱۲)
کپل‌های خود را از زمین بلند کند (قانون ۴- ۲- ۹)
خطاهائی که پس از زدن سرویس رخ می‌دهند:
پس از اینکه سرویس به‌طور صحیح زده شد، اگر توپ (سرویس) یکی از شرایط ذیل را داشته باشد خطا محسوب می‌گردد (به غیر از اینکه باز یکن در محل اصلی خود مستقر نشده باشد)(قانون ۲- ۷- ۱۲)
سرویس (توپ) با یکی از بازیکنان تیم زننده سرویس تماس پیدا کرده یا اینکه کاملاً از فضای عبور سطح عمودی تور عبور نکرده باشد (قوانین ۴- ۴- ۸؛ ۴- ۵- ۸)، توپ به بیرون از زمین رفته باشد (قانون ۴–۸)، توپ از مانع یا خطاهای انفرادی یا گروهی عبور کرده باشد (قانون ۵–۱۲)
خطاها در حین بازی
چهار ضربه:
تیمی که قبل از برگرداندن توپ چهار ضربه بر آن وارد می‌کند (قانون ۱–۹)
ضربه کمیک:
بازیکنی که جهت ضربه به توپ در زمین بازی، از هم تیمی‌های خود یا اشیاء موجود در زمین، کمک می‌گیرد.
گرفتن توپ:
بازیکن بر توپ ضربه وارد نکرده و به جای آن توپ را گرفته یا آن را هل می‌دهد (پرت می‌کند)(قانون۹- ۲- ۲)
تماس دوبل:
باز یکن در یک لحظه دو ضربه بر توپ وارد کرده یا اینکه توپ در یک لحظه با دو عضو (بخش) از بدن وی تماس گرفته‌است (قانون ۳- ۲- ۹)
بلند کردن بدن از زمین (بلند شدن)
زمانی که باز یکن در حال بازی کردن با توپ بوده یا اینکه سعی می‌کند با آن بازی کند، بخشی از بدن وی، یعنی بخشی از کپل‌ها تا شانه‌هایش از زمین بلند می‌شود (قانون ۴- ۲- ۹)
تماس با زمین
در طول مدت مسابقه، در خلال حرکات بازی، بازیکنان باید از طریق قسمتی از بدن خود، بین باسن و شانه‌ها با زمین بازی تماس داشته باشند، اما به هنگام حرکات بازی با توپ قطع کوتاه این تماس با زمین بازی مجاز می‌باشد، مگر اینکه این حرکات شامل ضربه سرویس، دفاع یا یک ضربه حمله در زمانی که توپ کاملاً بالاتر از نوک تور است، باشد (قطع تماس باسن با زمین بازی در هنگام زدن سرویس، انجام دفاع یا حمله درزمان قرار داشتن توپ بالاتر از نوک تور، مجاز نمی‌باشد. (به هنگام بلند شدن، بالا آوردن بدن یا قدم زدن (در زمین بازی) مجاز نمی‌باشد.
دفاع کردن
دفاع عبارت از عملی است که بازیکنان کنار تور دست‌های شان را در بالای تور نگه می‌دارند تا اینکه بدون در نظرگرفتن ارتفاع تماس با توپ از آمدن توپ از زمین حریف جلوگیری نمایند. فقط بازیکنان قسمت جلوئی زمین می‌توانند دفاع کنند، اما در لحظ تماس با توپ، قسمتی از بدن باید بالاتر از بالای تور باشد.
تصمیم و اقدام بازیکن جهت دفاع اگر بازیکنی اقدام به دفاع نموده ولی باتوپ تماس نگرفته باشد، تصمیم جهت دفاع تلقی می‌گردد.
دفاع کامل زمان یکه توپ با مدافع (دفاع کننده) تماس پیدا می‌کند، دفاع کامل می‌گردد.
دفاع گروهی
زمانیکه ۲ یا سه بازیکن جلوئی نزدیک هم دفاع کرده و توپ با یکی از آن‌ها برخورد می‌کند، دفاع گروهی محسوب می‌گردد.
تماس دفاع
یک یا چند مدافع می‌توانند تماس‌های متوالی (سریع و مداوم) با توپ داشته باشند به شرطی که این تماس‌ها در حین اجرای یک عمل صورت گرفته باشند.
دفاع در زمین (فضای) حریف
- بازیکن می‌تواند در حین دفاع دست‌ها و بازوهایش را در آن سوی تور و زمین حریف قرار دهد به شرطی که این عمل تأثیری در بازی تیم مقابل نداشته باشد؛ بنابراین زمانی که حریف حمله را انجام نداده‌است نمی‌توانید توپ را در آن سوی تور (زمین حریف) لمس نمائید.
دفاع و ضربات تیم
- دفاع (تماس دفاع) به عنوان ضربه تیم محسوب نمی‌گردد (قانون ۱ – ۹) بنابراین، هر تیم می‌تواند سه ضربه دیگر پس از دفاع، جهت برگرداندن توپ بر آن وارد کند.
- اولین ضربه پس از دفاع، می‌تواند به وسیله هر یک از بازیکنان از جمله فردی که در حین دفاع با توپ تماس گرفته‌است، صورت بگیرد.
خطاهای دفاع
- مدافع توپ را در زمین حریف و همزمان با ضربه حمله حریف یا قبل از آن، لمس کرده باشد (قانون(۱۴–۳
- یکی از بازیکنان قسمت عقب زمین یا باز یکن Libero دفاع کرده یا در عمل دفاع شرکت کرده و در آن سهیم باشد (قوانین ۱–۱۴؛ ۵–۱۴ و ۳- ۱- ۳ – ۱۹)
- زمانی که مدافع در حین دفاع یا در حین تکمیل دفاع، کپل‌هایش را از زمین بلند کند) قوانین ۹- ۲- ۴؛ ۱۴- ۱- ۳؛ ۱۴- ۱- ۴)
- توپ پس از دفاع، بیرون رفته باشد (قانون ۴–۸)
- زمانی که مدافع توپ رادر زمین حریف و بیرون از آنتن دفاع کرده باشد.
- باز یکن Libero برای ایجاد یک سد (دفاع)؛ فردی یا گروهی تلاش می‌کند چرخش بازیکنان در زمین ترتیب چرخش بازیکنان به‌وسیلهٔ برگ آرنج تیم صورت گرفته و در طول ست بو سیله ترتیب سرویس و محل استقرار بازیکنان کنترل می‌گردد.
زمانی که تیمی گیرنده سرویس بوده و با کسب امتیاز جدیدی می‌خواهد سرویس بزند، بازیکنان این تیم در سمت عقربه ساعت و به شکل زیرمی چرخند:
بازیکنی که در محل استقرار شماره ۲ بوده به محل استقرار شماره ۱ و جهت زدن سرویس می‌رود (می‌چرخد) بازیکنی که در محل استقرار شماره ۱ بود به محل استقرار شماره ۶ رفته و بقیه بازیکنان نیز به این صورت می‌چرخند.
جریمهٔ چرخش نادرست:
اگر سرویس تیمی بر اساس ترتیب چرخش بازیکنان صورت نگرفته باشد (قانون ۱–۶ – ۷) خطای چرخشی محسوب شده و جرایم آن به شرح زیر می‌باشد:
تیم مذکور یک امتیاز و سرویس را به حریف واگذار خواهد کرد (قانون ۳- ۱- ۶) سپس ترتیب چرخش بازیکنان را مرتب می‌کنند.
علاوه بر این، مسئول ثبت امتیازات موظف است که زمان دقیق خطای مذکور را معین کرده و کلیه امتیازاتی را که تیم مذکور پس از خطای فوق به دست آورده‌است حذف می‌کنند ولی امتیازات تیم مقابل تغییر نیافته و به قوت خود باقی می‌ماند.
چنانچه تشخیص زمان دقیق خطای فوق غیرممکن باشد، هیچ‌گونه امتیازی (امتیازاتی) را حذف نکرده و برای تیم ذکر شده تنها یک امتیاز و دادن سرویس به رقیب تنها جریمه می‌باشد.
بازی با توپ
هر یک از تیمها مسئول هستند که در زمین و محوطه خویش بازی کنند (به جز قانون ۲- ۱- ۱۰) ولی متذکر می‌شویم که بازیکنان می‌توانند توپ را از اطراف منطقه آزاد هم جمع‌آوری کنند (برگردانند)
بیتوته